# Ocell de tempesta europeu
L'ocell de tempesta (Hydrobates pelagicus) és l'ocell marí europeu més petit, i l'única espècie del gènere Hydrobates segons la classificació de l'IOC, si bé altres autors consideren membres d'aquest gènere altres 14 espècies que aquest organisme inclou Oceanodroma.

## Noms vernacles
Escateret (PV), noneta (B), mare americana (B).

## Descripció
Molt menut, com una oroneta cuablanca. Negre amb carpó blanc, color que s'estén cap als flancs. També presenta una tènue franja blanca a l'anvers alar, especialment els jóvens, i una altra més marcada al revers. Cua quadrada molt distintiva, tret que permet diferenciar-lo del petrell cuaforcat (Oceanodroma leucorchoa). Vola amb un aleteig ràpid i dèbil que recorda al d'una rata pennada, amb les potes penjant.

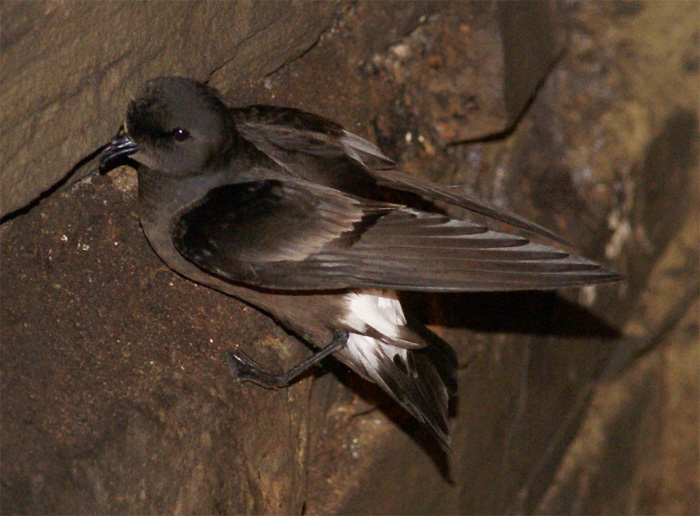

## Costums
Se'l pot veure durant tot l'any, solitari, a les aigües de mar endins; però quan hi ha tempesta s'apropa més a les costes i vola entre les concavitats de les onades amb les potes desplegades. A vegades pot ser bastant gregari. Se l'ha vist seguint als vaixells. També s'apropa a la costa en època de cria.

## Alimentació
Es nodreix amb plàncton, peixos, algues i deixalles dels vaixells, que segueix amb vol suau.

## Reproducció
Quan ha de niar excava forats, aprofita caus abandonats o cerca coves entre les roques, en forats d'illots i altres indrets inaccessibles de l'Atlàntic nord i el Mediterrani occidental. Les principals colònies de cria als Països Catalans són Eivissa, Cabrera i a l'illot de Benidorm. Quan troba un bon lloc, hi diposita un ou, que cova durant uns 44 dies. Els polls deixen el niu després de 7 o 8 setmanes.